# Territorio de Misuri
El Territorio de Misuri fue un territorio incorporado organizado de los Estados Unidos que existió desde el 4 de junio de 1812 hasta el 10 de agosto de 1821, cuando la parte sudeste del territorio fue admitida a la Unión como el estado de Misuri.

## Historia
El territorio de Misuri fue originalmente conocido como Territorio de Luisiana y fue rebautizado para evitar confusiones con el nuevo Estado de Luisiana, que se unió a la Unión el 30 de abril de 1812, justo antes de la guerra de 1812. La convención anglo-estadounidense de 1818 estableció el límite norte del Territorio de Misuri con el territorio británico de la Tierra de Rupert en el paralelo 49° norte. Esto le dio al territorio de Misuri el valle del río Rojo al sur del paralelo 49 y le entregó a la Tierra de Rupert la rebanada del valle del río Misuri al norte del mismo paralelo. El Tratado de Adams-Onís de 1819 estableció los límites sur y oeste del territorio con los territorios españoles de Texas y Santa Fe de Nuevo México. Los Estados Unidos entregaron una parte significativa del Territorio de Misuri a España a cambio de la Florida española.
El 2 de marzo de 1819, la totalidad del Territorio de Misuri al sur del paralelo norte 36° 30', excepto el Bootheel de Misuri, entre el río Misisipi y el río Saint Francis al norte del paralelo 36° norte, fue designado como el nuevo Territorio de Arkansaw. (La ortografía de Arkansaw sería cambiada un par de años más tarde, a pesar de que la correcta pronunciación del nombre se debatirá hasta 1881). La parte sureste del Territorio de Misuri fue admitida en la Unión como el Estado de Misuri el 10 de agosto de 1821.
Desde 1812 hasta 1821, San Luis fue la capital del territorio.
La parte restante del territorio, compuesto por los actuales estados de Iowa, Nebraska y las Dakotas, la mayoría de Kansas, Wyoming y Montana, y partes de Colorado y Minnesota, se convirtió de hecho en un territorio no organizado después de que Misuri se convirtió en un estado. En 1834, la parte este del río Misuri se unió al Territorio de Míchigan. Con el tiempo, varios territorios fueron creados en su totalidad o en parte de su superficie restante: Iowa (1838), Minnesota (1849), Kansas y Nebraska (ambos 1854), Colorado y Dakota (ambos 1861), Idaho (1863), Montana ( 1864), y Wyoming (1868).